# Ilit
Ilit je neekspandirajoč plastnat alumosilikatni mineral in sestavina gline. Zgrajen je iz ponavljajočih s slojev tretaedrov-oktaedrov-tetraedrov [SiO4] (struktura TOT). Vmesni prostori med sloji so zapolnjeni predvsem s slabo hidratiziranimi kalijevimi kationi, ki so zaslužni, da mineral ne nabreka. 
Struktura ilita je zelo podobna strukturi muskovita, samo da vsebuje nekaj več silicija, magnezija, železa in vode, neznatno manj tetraedrskega aluminija in v vmesnih prostorih kalijeve ione. Kemijska formula ilita je (K,H3O)(Al,Mg,Fe)2(Si,Al)4O10[(OH)2,(H2O)], vendar je v njej upoštevanja vredno število ionskih zamenjav.
Mineral tvori skupke majhnih sivih do belih monoklinskih kristalov. Za njegovo identifikacijo je zaradi majhnih kristalov po navadi potrebna rentgenska difrakcijska analiza. 
Ilit nastaja s preperevanjem muskovita in glinencev v hidtotermalnih okoljih in je lahko sestavina sericita. Ilit je pogost v sedimentih, zemlji, ilovnatih sedimentnih kamninah in nekaterih metamorfnih kamninah. Z železom bogat pripadnik ilitske skupine je glavkonit, katerega se lahko določi z rentgensko difrakcijsko analizo.
Kapaciteta kationske izmenjave ilita je manjša od kapacitete smektita in večja od kapacitete kaolinita in meri 20 – 30 miliekvivalentov na 100 g.
Ilit je bil prvič opisan na nahajališču Maquoketa v ameriški državi Illinois, po kateri je dobil ime.
Z natrijem bogat analog ilita je bramalit, s kromom bogat različek pa avalit, katerega so odkrili na Avali pri Beogradu (Srbija).
V Sloveniji je nahajališče ilita v Črni pri Kamniku.

## Kristaliničnost ilita
Kristaliničnost ilita se je uporabljala kot pokazatelj stopnje metamorfiranosti glinenih kamnin. Ilit naj bi se z naraščajočo temperaturo pretvoril v muskovit.

## Vira
- Mitchell J.K. (1993). Fundamentals of soil behavior (2 izd.). John Wiley and Sons, Inc., New York. str. 32. ISBN 978-0471463023.
- Gharrabi, M., Velde, B. in Sagon, J.-P. 1998. The transformation of illite to muscovite in pelitic rocks : Constraints from X-ray diffraction, Clays and clay minerals, 46, str. 79-88.